# Puchar Polski (okręg Gdańsk) w piłce nożnej mężczyzn (2018/2019)
W sezonie 2018/2019 Puchar Polski na szczeblu okręgowym w okręgu Gdańsk składał się z 5 rund, w których wzięło udział zespoły z okręgu gdańskiego. 
Rozgrywki miały na celu wyłonienie zdobywcy Okręgowego Pucharu Polski w okręgu Gdańsk i uczestnictwo w rozgrywkach szczebla regionalnego województwa pomorskiego w sezonie 2018/2019.

## Zwycięzcy
- Lechia II Gdańsk
- Radunia II Stężyca
- NL6 Gdynia
- Radunia Stężyca
- Czarni Pruszcz Gdański
- GKS Kolbudy
- Zenit Łęczyce
- Stolem Gniewino

## I runda
LZS Bytonia - wolny los
| Gospodarz                   | Wynik | Gość                    |
| --------------------------- | ----- | ----------------------- |
| NL6 Gdynia                  | 6:3   | Jaguar II Gdańsk        |
| Marynarka Wojenna RP Gdynia | 4:0   | UKS Klukowo             |
| Kolegium Sędziów Gdańsk     | 5:3   | Morena Gdańsk           |
| Viking Gdańsk               | 0:4   | KS Wocławy              |
| Oldboys Gdynia              | 3:1   | KP Gdynia               |
| Oldboys Kolbudy             | 1:5   | Wisła Steblewo          |
| Bałtyk III Gdynia           | 8:0   | OKS Janowo (Rumia)      |
| Unia 1922 Tczew             | 4:1   | WKS Lignowy Szlacheckie |
| Piast Majewo                | 0:1   | Centrum Pelplin         |
| Radunia II Stężyca          | 4:0   | KS Chwaszczyno          |
| Santana Wielki Klincz       | 3:0   | Orzeł Gołubie           |
| Solar Władysławowo          | 5:2   | Wicher Wierzchucino     |
| Nörda Karwia                | 8:0   | Huragan Smolno          |
| Arka Prusewo                | 3:2   | Sokół Strzelno          |
| Stolem II Gniewino          | 4:2   | Sztorm II Kosakowo      |
| Olimpia Czersk              | 3:2   | Perła Czyczkowy         |
| Chojniczanka III Chojnice   | 7:2   | Unia Klawkowo           |

## II runda
Celtic Reda - wolny los
| Gospodarz                   | Wynik      | Gość                   |
| --------------------------- | ---------- | ---------------------- |
| Oldboys Gdynia              | 3:1        | Ogniwo Sopot           |
| NL6 Gdynia                  | 8:2        | AS Pomorze Gdańsk      |
| Stolem II Gniewino          | 3:4        | KTS-K II Luzino        |
| LZS Bytonia                 | 0:4        | Radunia II Stężyca     |
| Nörda Karwia                | 1:7        | Klif Chłapowo          |
| Kolegium Sędziów Gdańsk     | 5:2        | KS Wocławy             |
| Santana Wielki Klincz       | 1:4        | KS Mściszewice         |
| Chojniczanka III Chojnice   | 2:5        | Wierzyca Stara Kiszewa |
| Marynarka Wojenna RP Gdynia | 1:2        | Wisła Długie Pole      |
| Arka Prusewo                | 0:0 (k. ?) | Start Mrzezino         |
| Solar Władysławowo          | 3:5        | Kaszubia Starzyno      |
| LKP Nowa Karczma            | 2:6        | Amator Kiełpino        |
| Bałtyk III Gdynia           | 12:0       | Centrum Pelplin        |
| Unia 1922 Tczew             | 2:4        | GTS Mokry Dwór         |
| Latarnik Choczewo           | 1:2        | Sokół Bożepole Wielkie |
| Olimpia Czersk              | 2:3        | Brda Rytel             |
| LZS Bojano                  | 3:0 (wo.)  | Zatoka 95 Puck         |
| FC Gowidlino                | 4:2        | KS Sulmin              |
| AP Sopot                    | 4:1        | Osiczanka Osice        |

## III runda
Wietcisa Skarszewy - wolny los
Do gry dołączają zespoły III-ligowe (Bałtyk Gdynia, KP Starogard Gdański, Radunia Stężyca, Wierzyca Pelplin), IV-ligowe (Arka II Gdynia, Gedania Gdańsk, GKS Kolbudy, GKS Kowale, GKS Przodkowo, GOSRiT Luzino, Jaguar Kokoszki (Gdańsk), Kaszubia Kościerzyna, Orkan Rumia, Stolem Gniewino, Wda Lipusz), oraz klasy okręgowej (Bałtyk II Gdynia, Beniaminek 03 Starogard Gdański, Borowiak Czersk, Cartusia Kartuzy, Chojniczanka II Chojnice, Czarni Pruszcz Gdański, Gedania II Gdańsk, GKS Sierakowice, GTS Pszczółki, KS Kamienica Królewska, MKS Władysławowo, Okland Szprudowo, Orlęta Reda, Orzeł Subkowy, Orzeł Trąbki Wielkie, Polonia Gdańsk, Portowiec Gdańsk, Sławek Borzechowo, Sokół Zblewo, Sporting Leźno, Sztorm Mosty, Wietcisa Skarszewy, Wisła Tczew, Zenit Łęczyce).
| Gospodarz                | Wynik        | Gość                            |
| ------------------------ | ------------ | ------------------------------- |
| Czarni Pruszcz Gdański   | 3:0 (wo.)    | GKS Sierakowice                 |
| Klif Chłapowo            | 1:6          | Orlęta Reda                     |
| Orkan Rumia              | 2:3          | KTS-K Luzino                    |
| KP Starogard Gdański     | 1:2          | Wierzyca Pelplin                |
| AP Sopot                 | 1:3          | Gedania II Gdańsk               |
| KTS-K II Luzino          | 7:2          | Kaszubia Starzyno               |
| Brda Rytel               | 4:4 (k. 4:3) | Wda Lipusz                      |
| Radunia II Stężyca       | 10:1         | Wisła Długie Pole               |
| Start Mrzezino           | 2:1          | Sztorm Kosakowo                 |
| KS Mściszewice           | 2:9          | Lechia II Gdańsk                |
| GTS Pszczółki            | 4:3 (pd.)    | Orzeł Trąbki Wielkie            |
| GKS Przodkowo            | 1:3          | Bałtyk Gdynia                   |
| FC Gowidlino             | 2:1          | Amator Kiełpino                 |
| MKS Władysławowo         | 1:3          | Zenit Łęczyce                   |
| Kolegium Sędziów Gdańsk  | 0:2          | GTS Mokry Dwór                  |
| Portowiec Gdańsk         | 4:2          | KS Kamienica Królewska          |
| NL6 Gdynia               | 3:1          | Polonia Gdańsk                  |
| Cartusia Kartuzy         | 0:4          | GKS Kolbudy                     |
| Arka II Gdynia           | 5:0          | Gedania Gdańsk                  |
| Bałtyk III Gdynia        | 1:10         | Jaguar Gdańsk                   |
| Wisła Tczew              | 3:2          | Okland Szprudowo                |
| Orzeł Subkowy            | 4:0          | Beniaminek 03 Starogard Gdański |
| Sokół Zblewo             | 5:0          | Sławek Borzechowo               |
| Chojniczanka II Chojnice | 2:4 (pd.)    | Gwiazda Karsin                  |
| Wisła Steblewo           | 2:3          | Sporting Leźno                  |
| Celtic Reda              | 4:5          | Sokół Bożepole Wielkie          |
| Wierzyca Stara Kiszewa   | 1:1 (k. 6:5) | Tęcza Brusy                     |
| Oldboys Gdynia           | 2:3          | GKS Kowale                      |
| Borowiak Czersk          | 0:1 (pd.)    | Kaszubia Kościerzyna            |
| Bałtyk II Gdynia         | 1:2          | Radunia Stężyca                 |
| LZS Bojano               | 1:4          | Stolem Gniewino                 |

## IV runda
| Gospodarz              | Wynik        | Gość                   |
| ---------------------- | ------------ | ---------------------- |
| FC Gowidlino           | 1:2          | Gwiazda Karsin         |
| Wierzyca Stara Kiszewa | 1:3          | Kaszubia Kościerzyna   |
| Brda Rytel             | 0:4          | Radunia Stężyca        |
| Radunia II Stężyca     | 3:2          | Sporting Leźno         |
| Sokół Zblewo           | 4:1          | Wietcisa Skarszewy     |
| Jaguar Gdańsk          | 0:0 (k. 5:6) | GKS Kolbudy            |
| Czarni Pruszcz Gdański | 1:1 (k. 4:3) | KTS-K Luzino           |
| NL6 Gdynia             | 10:2         | GTS Mokry Dwór         |
| Orzeł Subkowy          | 1:3          | Wisła Tczew            |
| Start Mrzezino         | 0:2          | Gedania II Gdańsk      |
| Stolem Gniewino        | 3:2          | Bałtyk Gdynia          |
| Orlęta Reda            | 2:4          | Arka II Gdynia         |
| GKS Kowale             | 3:1          | Wierzyca Pelplin       |
| Zenit Łęczyce          | 7:3          | Portowiec Gdańsk       |
| KTS-K II Luzino        | 3:0          | Sokół Bożepole Wielkie |
| GTS Pszczółki          | 0:5          | Lechia II Gdańsk       |

## V runda (finały)
| Gospodarz              | Wynik     | Gość                 |
| ---------------------- | --------- | -------------------- |
| Sokół Zblewo           | 1:3       | Lechia II Gdańsk     |
| Radunia II Stężyca     | 6:3 (pd.) | Wisła Tczew          |
| NL6 Gdynia             | 3:1       | Gedania II Gdańsk    |
| Gwiazda Karsin         | 2:8       | Radunia Stężyca      |
| Czarni Pruszcz Gdański | 5:3       | GKS Kowale           |
| GKS Kolbudy            | 2:1       | Kaszubia Kościerzyna |
| Zenit Łęczyce          | 4:3       | Arka II Gdynia       |
| KTS-K II Luzino        | 1:5       | Stolem Gniewino      |